# Albrecht Spengler
Albrecht Spengler (* 11. März 1912 in Hildesheim; † 30. November 1967) war ein deutscher Jurist und Richter am Bundesgerichtshof.

## Leben
Albrecht Spengler, ein promovierter Jurist, kam Ende der 1930er-Jahre als Landgerichtsrat zu der für den gewerblichen Rechtsschutz zuständigen Zivilkammer des Landgerichts Düsseldorf. Seit dem 13. April 1959 war er als Bundesrichter am Bundesgerichtshof tätig, dem er bis zum 30. November 1967 angehörte. Er war zuletzt Mitglied im Ia-Zivilsenat (nunmehr X. Zivilsenat).

## Veröffentlichungen
- Die Reformbedürftigkeit der Wettbewerbsordnung, Dissertation Göttingen 1939
- Preisschleuderei, Preisdiskriminierung und Wettbewerbsregeln: Die Abwehr unlauteren Preisgebarens auf gesetzl. u. vertragl. Grundlage, Verlag Handelsblatt, Düsseldorf, 1955
- Wettbewerb : Recht u. Schranken. Ein Leitfaden f.d. Praxis, Forkel-Verlag Stuttgart-Degerloch 1957
- Über die Tatbestandsmässigkeit und Rechtswidrigkeit von Wettbewerbsbeschränkungen, 1960, in: Friedrich Kirchstein/Frank Segelmann, Rationalisierungskartelle und Syndikate : Ihre Beurteilung nach § 5, Abs. 2 u. 3 GWB, Verlag Handelsblatt, Düsseldorf
- Ist eine friedliche Koexistenz zwischen Wettbewerbsfreiheit und Patentschutz denkbar? In: Karl Bruchhausen (Hrsg.) Festschrift Werner vom Stein zum 25-jährigen Bestehen der Kammer für Patentstreitsachen am Landgericht Düsseldorf, 1961, 128
- Patentschutz in der Wettbewerbswirtschaft (mit Hans Adolf Weidlich), Carl Heymanns Verlag, Köln u. a. 1967